# My Darkest Hate
My Darkest Hate ist eine deutsche Death-Metal-Band.

## Geschichte
Gegründet wurde die Band von Jörg M. Knittel (ehemals Sacred Steel) in den 1990er Jahren mit dem Ziel Death Metal zu machen. Nachdem er sechs Jahre nach passenden Band-Mitgliedern gesucht hatte, fand er den Sänger René Pfeiffer.
Mit ihm zusammen nahm er 1998 das Demo Blood Pounding Black auf, damals noch mit einem Drum-Computer statt eines Schlagzeugers.
1999 kam dann noch Klaus Sperling (Drums; u. a. Ex-Primal Fear) and Oliver Grosshans (Gitarre; Ex-Sacred Steel) in die Band.
Im Oktober 2000 wurde dann das Debütalbum Massive Brutality eingespielt, welches im April 2001 auf Vile Music / Zomba veröffentlicht wurde.
Im Sommer 2001 verließ René Pfeiffer die Band aufgrund einer massiven Tinnitus-Erkrankung und beendete seine musikalische Karriere. Für ihn sprang Chris Simper an den Vocals und Oliver Schort am Bass ein.
Nach dem Release des Debütalbums unterschrieben My Darkest Hate bei Massacre Records einen Plattenvertrag.
Mit dem 2002er Album To Whom It May Concern belegte man im Rock Hard Platz 10. Im Sommer spielte die Band auf einigen größeren Festivals, wie dem Party.San und dem Summer Breeze.
Im Februar 2004 erschien das dritte Album At War und im März 2006 wurde das zurzeit aktuelle Album Combat Area veröffentlicht.
2006 verließ Chris Simper die Band und wurde durch Claudio Enzler (Sacrificium, Thy Bleeding Skies) ersetzt.
2008 wurde durch Roberto Palacios (Insanity, Chinchilla) der letzte Musikerwechsel am Bass durchgeführt.
Erst im Juli 2016 kündigte die Band mittels des Labels Massacre Records ein neues Album namens Anger Temple an, was im Herbst desselben Jahres erscheinen soll. Dabei wurde auch bekannt, dass Jonas Khalil nun Oliver Grosshans an der Gitarre ersetzt hat.

## Galerie

My Darkest Hate, aktuelle Besetzung live auf dem Rock unter den Eichen 2017, Bertingen
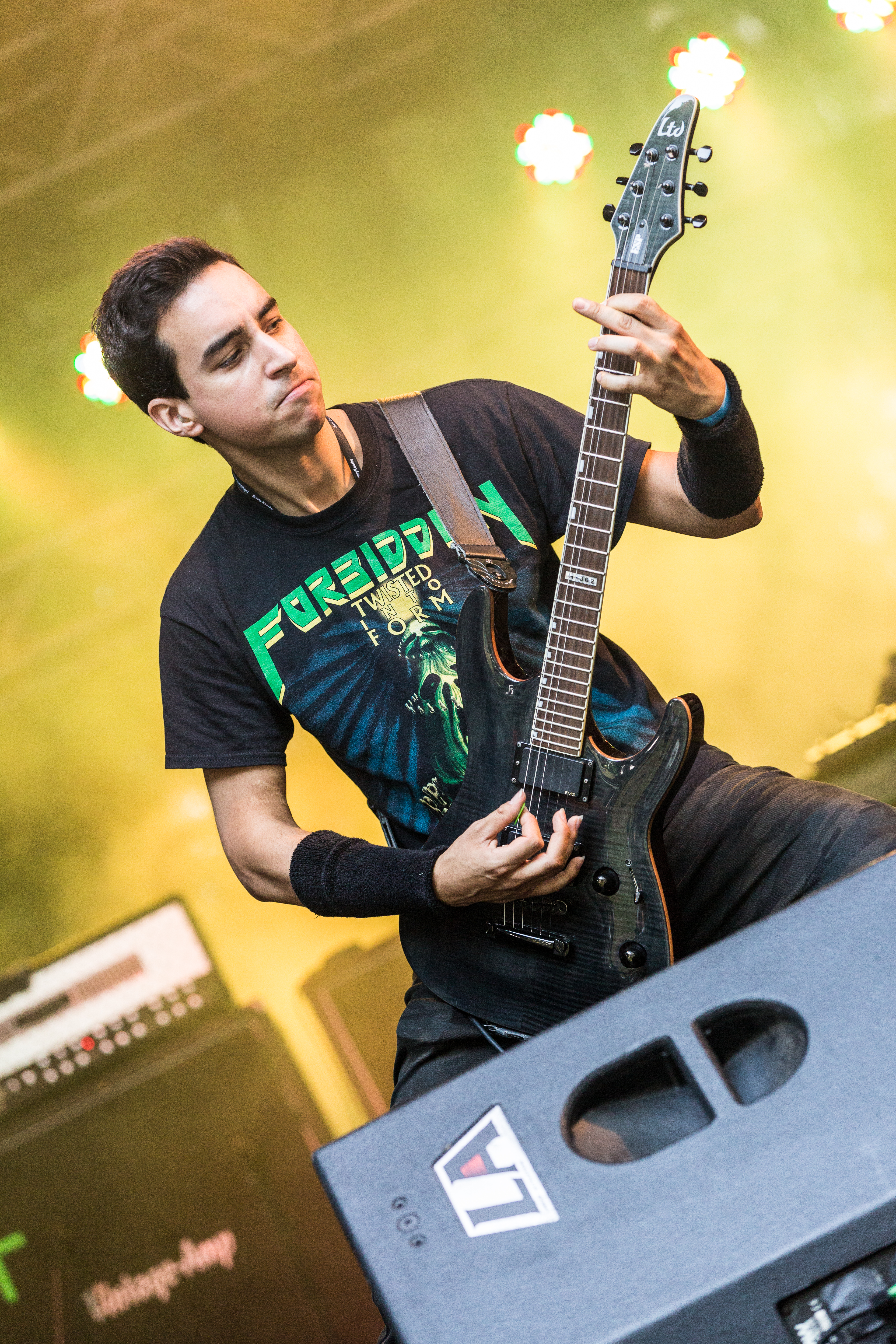
Jonas Khalil
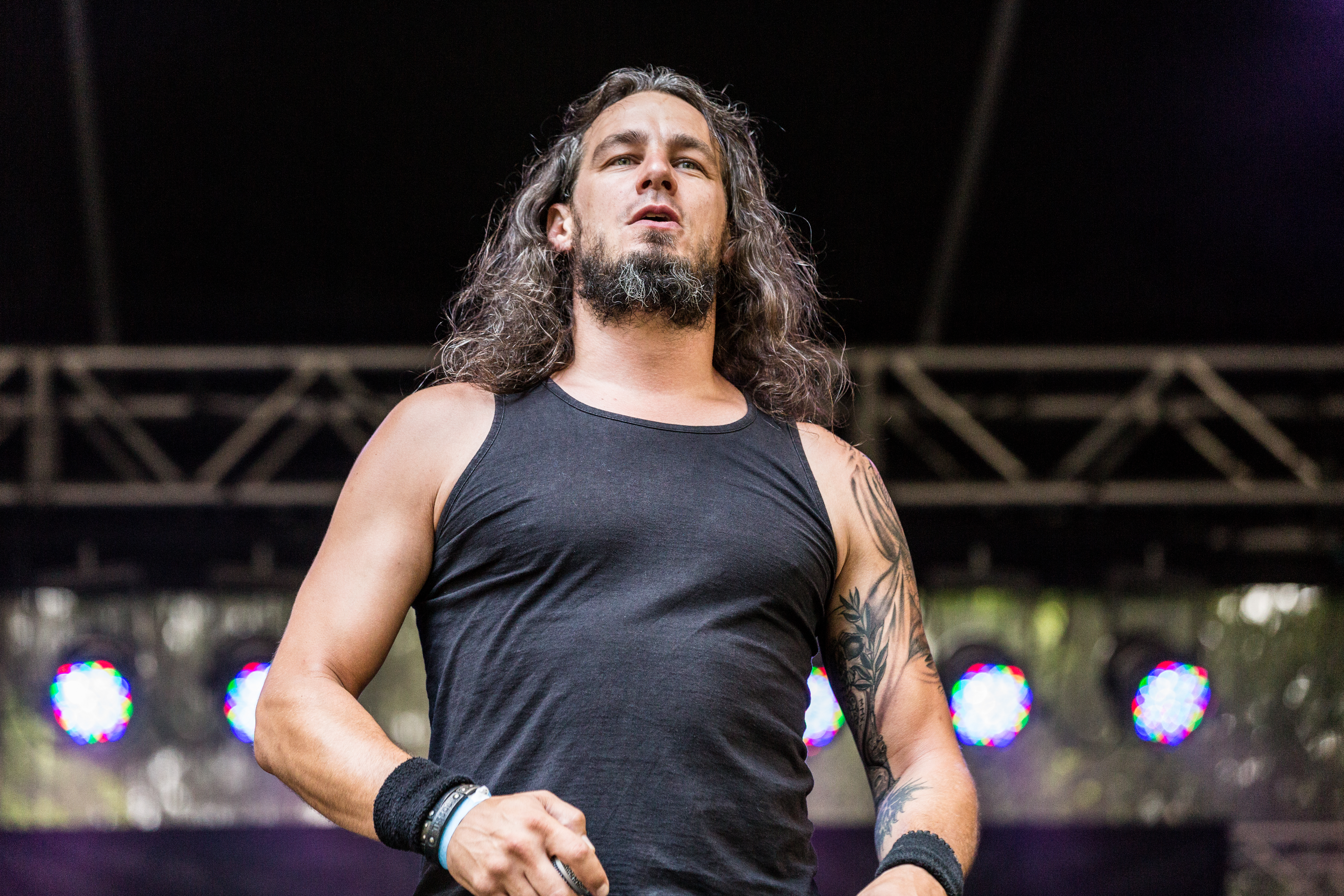
Claudio Enzler
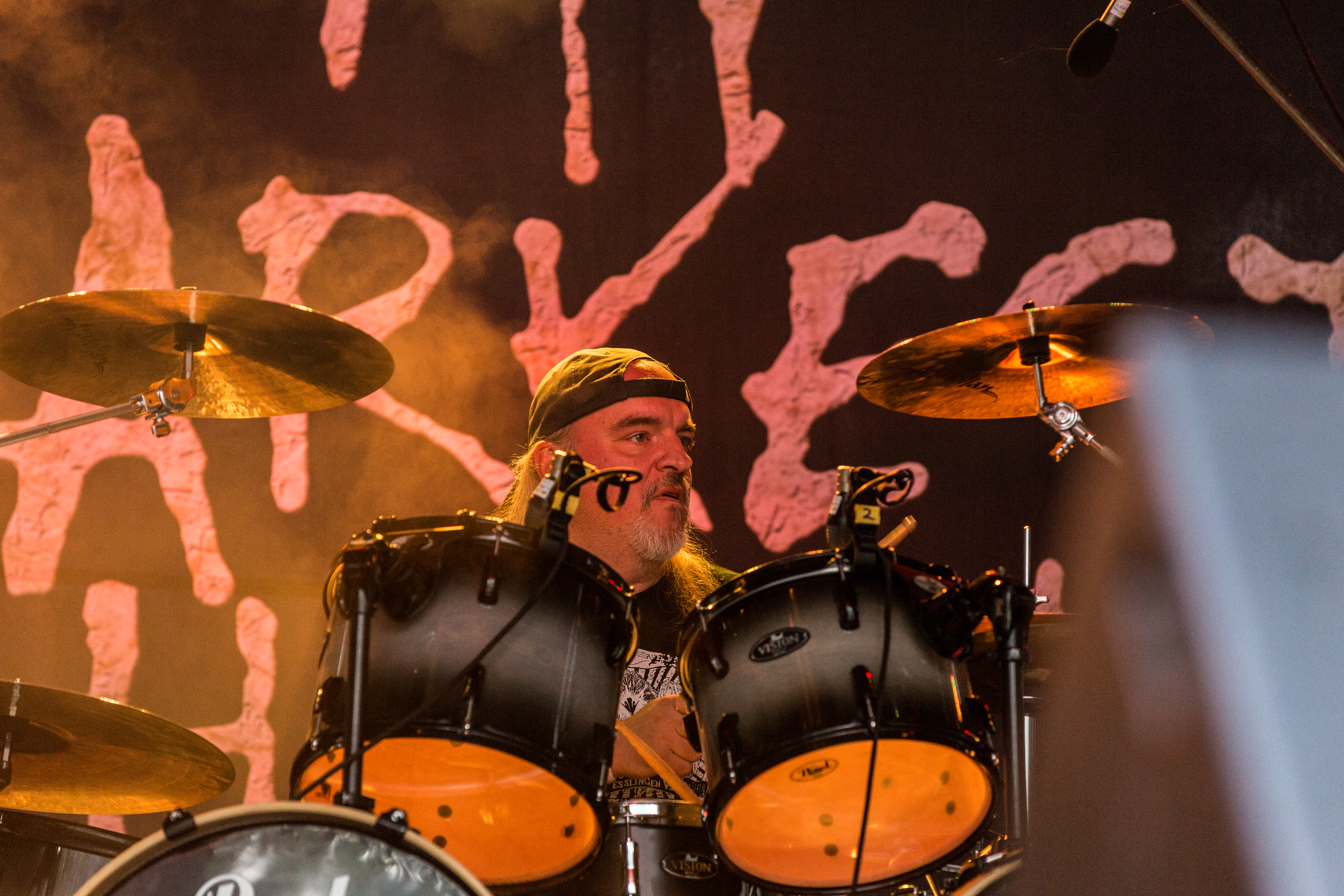
Klaus Sperling
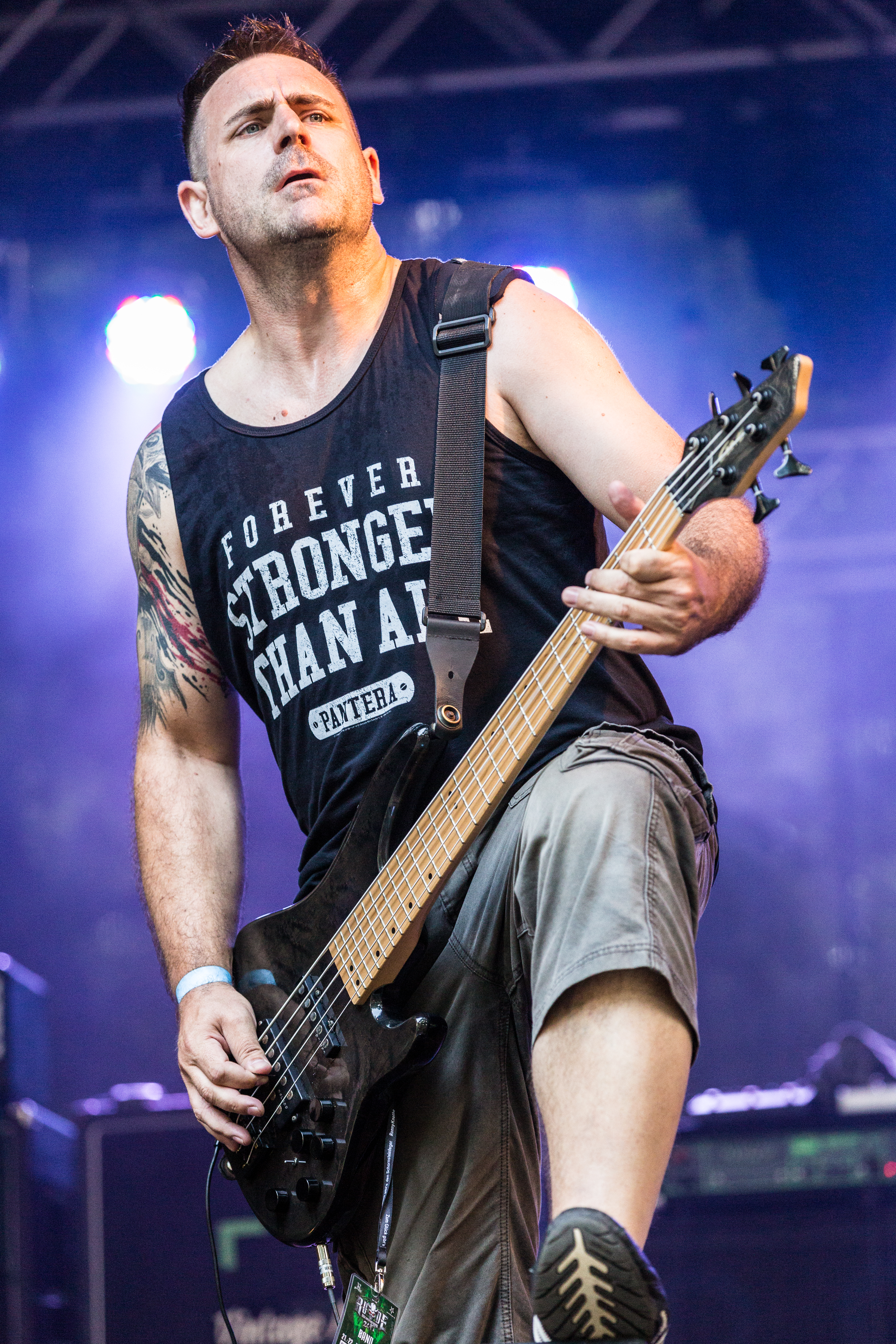
Roberto Palacios
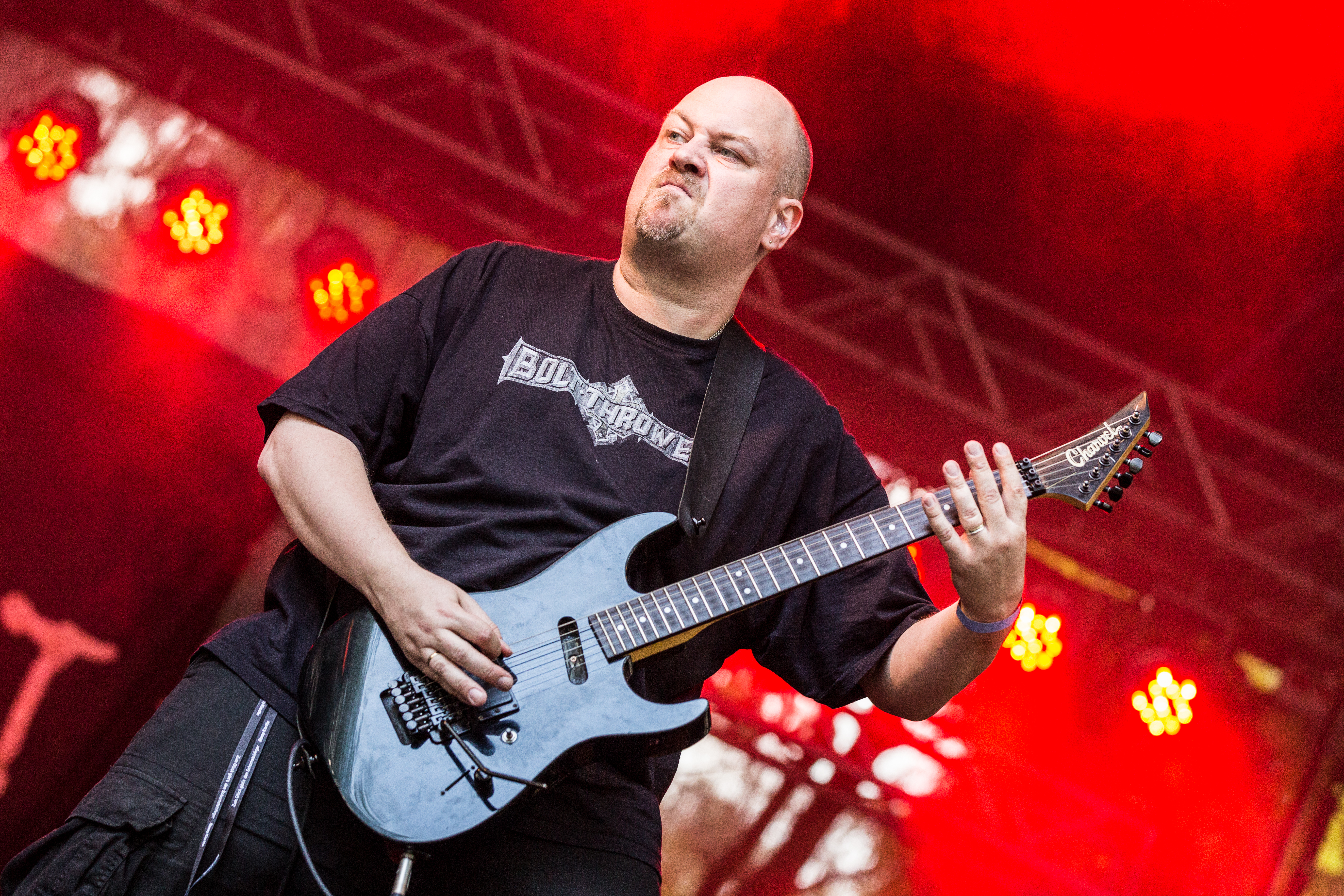
Jörg M. Knittel

## Diskografie
- Blood Pounding Black (1998), Demo-Tape
- Massive Brutality (2001; Vile Music / Zomba)
- To Whom It May Concern (2002; Massacre Records)
- At War (2004; Massacre Records)
- Combat Area (2006; Massacre Records)
- Anger Temple (2016, Massacre Records)